# Bettadahosahalli, Kolar
Bettadahosahalli là một làng thuộc tehsil Kolar, huyện Kolar, bang Karnataka, Ấn Độ.